# Ciała z bagien

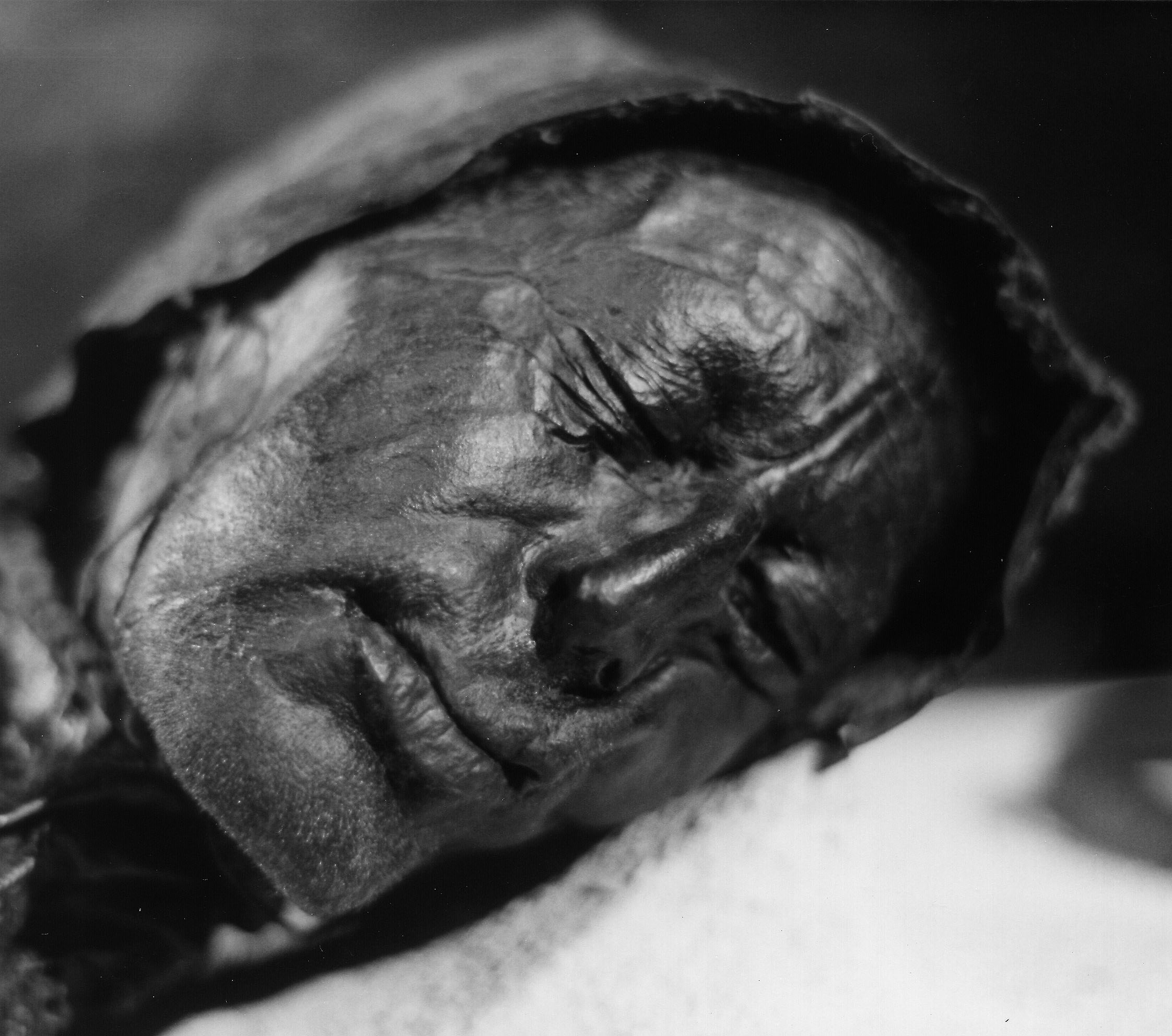
Człowiek z Tollund, Dania, IV w. p.n.e.

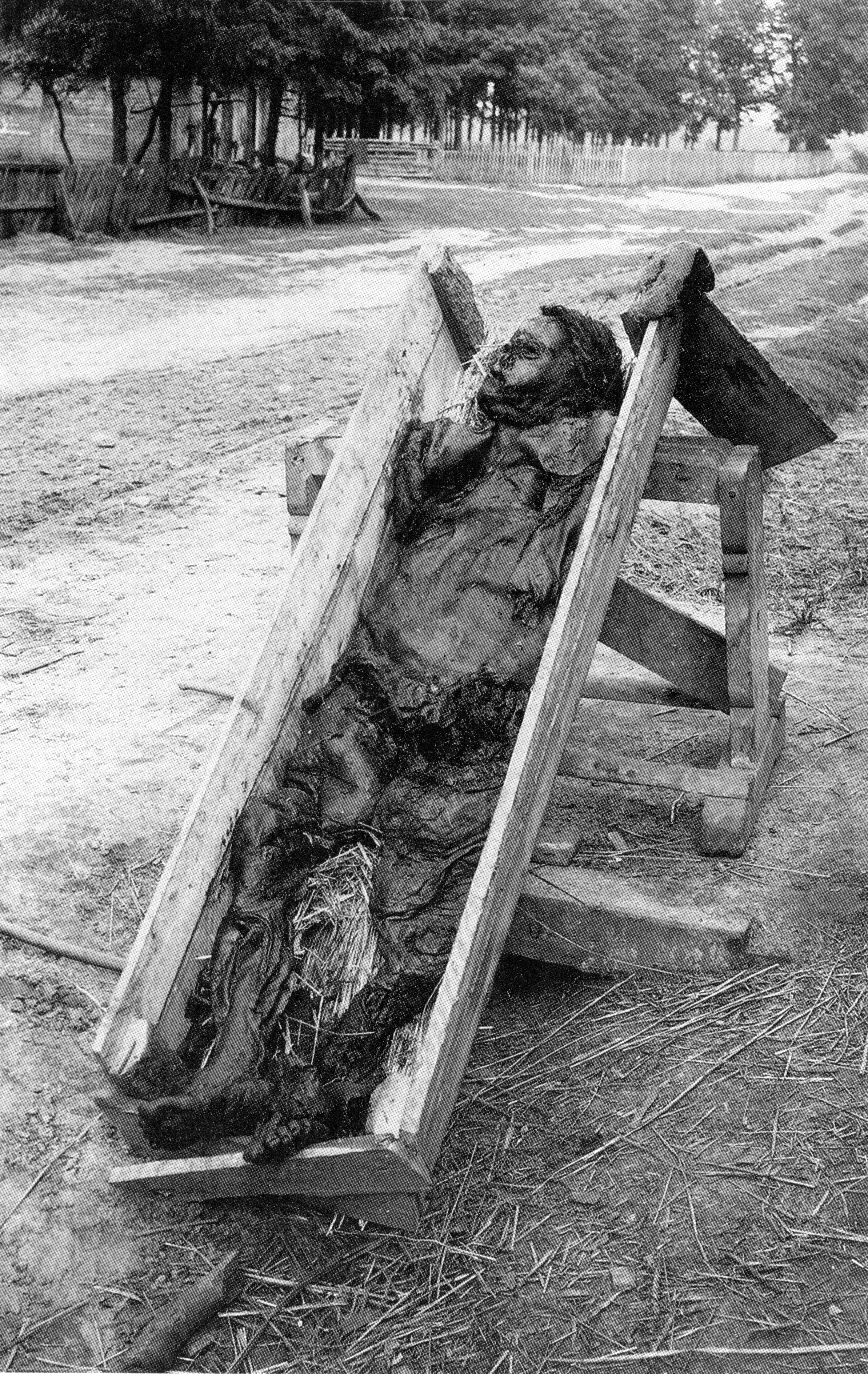
Człowiek z Kreepen, Niemcy, XVI-XV w. p.n.e.

Ciała z bagien, mumie bagienne – określenie ludzkich szczątków, które przeszły proces mumifikacji w sposób naturalny w bagnach, zwłaszcza torfowiskach. Są one rozpowszechnione zarówno geograficznie jak i chronologicznie – są odnajdywane w mokradłach Europy Północnej, a ich złożenie datuje się na okres pomiędzy epoką brązu i żelaza a średniowieczem (choć według niektórych badaczy, złożenie takich ciał miało się odbywać od ok. 9000 r. p.n.e., aż do czasów nowożytnych i później). Czynnikiem łączącym bagienne ciała jest fakt, iż są one odnajdywane w torfie, dzięki czemu są częściowo zakonserwowane, jednakże stan zachowania szczątków może się znacznie różnić – od tych zachowanych w stanie doskonałym, do pozostałości samej skóry.
W przeciwieństwie do większości starożytnych szczątków ludzkich, błotne mumie często zachowują swoją skórę i organy wewnętrzne, co wynika z niezwyczajnych warunków środowiska otaczającego ciało. Połączenie silnie kwaśnej wody, niskiej temperatury i braku tlenu zachowuje ciało, jednocześnie przyczyniając się do poważnego pociemnienia jej barwy. Choć skóra jest zachowana w bardzo dobrym stanie, stan kości jest przeważnie znacznie gorszy. Wynika to z faktu, że bagienna kwasowość przyczynia się do rozpuszczania fosforanu wapnia zawartego w kościach. Kwasowość mokradeł zapewnia przetrwanie takim materiałom jak skóra ludzka czy zwierzęca, włosy, paznokcie, wełna, gdyż w każdym z nich jest zawarta keratyna białkowa.
Najstarszym znanym ciałem z błota jest człowiek z Koelbjerg z Danii, którego pochowano najprawdopodobniej ok. 8000 r. p.n.e., w czasie epoki mezolitu. Najstarsze odkryte ciało bagienne z zachowanymi tkankami miękkimi jest określane mianem człowieka z Cashel, którego pochówek szacuje się na 2000 r. p.n.e. Pochodzenie przytłaczającej większości ciał z bagien – włączając w to człowieka z Tollund, człowieka z Grauballe i człowieka z Lindow – datuje się na epokę żelaza; odnajdywano je w północnej części Europy, w szczególności w Danii, Niemczech, Holandii, Wielkiej Brytanii, Szwecji, Polsce i Irlandii. Szczątki te powielają zazwyczaj podobieństwa i cechy szczególne, takie jak ślady okrutnej śmierci czy brak odzieży, co skłania archeologów do przyjęcia, że osoby te zostały zabite i złożone na bagnach w ramach szeroko pojętych obyczajów, w ofierze, bądź były przestępcami i wykonano na nich karę śmierci. Mokradła mogły być uważane za ustronne miejsca, łączące się z zaświatami, gdzie można złożyć przedmioty, które w innym miejscu mogłyby być niebezpieczne dla życia. Bardziej współczesne teorie mówią o bagiennych ciałach jako ciałach należących do ludzi, będących za życia uważanymi za społecznych odrzutków, za osoby używające czarów, za zakładników zabitych za złamanie warunków umów wojennych, lub jako ofiary wypadków, pochowane na bagnach, zgodnie z lokalnym zwyczajem.
Niemiecki naukowiec, Alfried Dieck, opublikował katalog ponad 1850 bagiennych mumii odnalezionych w latach 1939-1986, lecz większość z nich nie została potwierdzona odpowiednią dokumentacją bądź dowodami archeologicznymi. Analiza dokonana w 2002 roku przez niemieckich archeologów stwierdziła, że duża część jego prac jest niewiarygodna. Przeanalizowanie ponad 1400 mumii z listy Diecka pozwoliło zmniejszyć liczbę potwierdzonych błotnych mumii do około 122. Najnowszymi bagiennymi ciałami są ciała zabitych w czasie II wojny światowej żołnierzy Armii Czerwonej, którzy zginęli na mokradłach.

## Bagienne procesy chemiczne
Za stan, w jakim zachowały się ciała znajdujące się na torfowiskach, nie są odpowiedzialne działania ludzi, lecz zjawiska naturalne. Spowodowane jest to przez nietypowe fizyczne i biochemiczne właściwości bagien. Proces mumifikacji może zajść w inny sposób, w zależności od rodzaju mokradeł: torfowiska wysokie chronią najlepiej zwłoki, podczas gdy torfowiska niskie i torfowiska przejściowe dłużej zachowują tkanki twarde, takie jak kości, niż tkanki miękkie.
Jedynie ograniczona liczba mokradeł ma warunki sprzyjające zachowaniu tkanek ssaków. Większość z nich mieści się w miejscach, gdzie panuje chłodniejszy klimat, w niedużej odległości od zbiorników ze słoną wodą. Przykładowo, nad obszarem gdzie znaleziono kobietę z Haraldskær, jak i nad obszarem innych mokradeł Jutlandii, występuje stały dopływ wilgotnego powietrza znad Morza Północnego, co jest czynnikiem szybkiego wzrostu torfu. Wraz z rozwojem torfu, w starszych jego warstwach uwalniane są kwasy próchnicowe, zwane kwasami humusowymi. Kwasy próchnicowe z pH podobnym do octu, pozwalają zakonserwować ludzkie ciało w taki sam sposób, w jaki zakonserwowane są warzywa w marynacie. Ponadto, torfowiska formują się na terenach, gdzie nie ma ruchu wody, tworząc tym samym prawie całkowicie beztlenowe warunki. W takim bardzo kwaśnym i pozbawionym tlenu środowisku, przeważnie tlenowe organizmy inicjujące rozkład tkanek, są pozbawione takiej możliwości. Badacze odkryli również, że aby ciało się zachowało, winno być one umieszczone w bagnie w zimie lub na początku wiosny, kiedy temperatura wody przy powierzchni nie przekracza 4 °C. Pozwala to kwasom próchnicowym nasycić tkanki miękkie przed rozpoczęciem rozkładu. Bakterie nie są w stanie namnożyć się wystarczająco szybko w temperaturze poniżej 4 °C.
Środowisko chemiczne torfowiska to całkowicie nasycone środowisko kwaśne, w którym występują znaczne stężenia kwasów organicznych, które w największym stopniu przyczyniają się do niskiego odczynu wód torfowiskowych, oraz aldehydów. Warstwy torfowców i innych szczątków roślin, pomagają w konserwacji zwłok, otaczając ich tkanki zimną i unieruchamiającą masą, utrudniając tym samym krążenie wody i dostęp tlenu. Dodatkową cechą beztlenowego zachowania ciał w takich warunkach jest możliwość zachowania włosów, odzieży czy rzeczy wykonanych ze skóry zwierzęcej. Współczesne eksperymenty laboratoryjne, w czasie których naśladowano warunki panujące na mokradłach, potwierdziły skuteczność procesów konserwacji. Większość z odkrytych ciał bagiennych nosiło ślady rozkładu lub były niepoprawnie zabezpieczone po wyjęciu z torfu. Kiedy ciała te mają kontakt z atmosferą, bardzo szybko ulegają rozkładowi. W ten sposób zniszczono wiele z odkrytych szczątków. W 1979 roku, liczba zachowanych znalezionych ciał z bagien wynosiła 53.

## Znane ciała z błota
Do znanych ciał bagiennych należą:
- Człowiek z Tollund – IV w. p.n.e., Jutlandia;
- Człowiek z Grauballe – ok. 290 r. p.n.e., Jutlandia;
- Człowiek z Koelbjerg – ok. 8000 r. p.n.e., Jutlandia;
- Człowiek z Cashel – ok. 2000 r. p.n.e., Irlandia;
- Kobieta z Haraldskær – V w. p.n.e., Jutlandia;
- Dziewczyna z Yde – I w. p.n.e.- II w n.e., Holandia;
- Dziewczynka z Drwęcka – VII w. p.n.e., Polska.